# NGC 5992
NGC 5992 est une galaxie spirale (elliptique?) relativement éloignée et située dans la constellation du Bouvier. Sa vitesse par rapport au fond diffus cosmologique est de (9 652 ± 17 km/s), ce qui correspond à une distance de Hubble de 142 ± 10 Mpc (∼463 millions d'al). NGC 5992 a été découverte par l'astronome germano-britannique William Herschel en 1787.
NGC 5992 présente une large raie HI. Elle renferme également des régions d'hydrogène ionisé. De plus, c'est une galaxie à sursaut de formation d'étoiles. NGC 5992 est une galaxie dont le noyau brille dans le domaine de l'ultraviolet. Elle est inscrite dans le catalogue de Markarian sous la cote MRK 489 (MRK 489).
La vitesse de récession de NGC 5992 et de NGC 5993 sont presque les mêmes. Elles sont donc à la même distance de la Voie lactée. De plus, il existe un indice d'un flux stellaire entre les deux galaxies, un pâle pont stellaire que l'on perçoit sur l'image des deux galaxies obtenues des données du relevé SDSS. Il s'agit donc presque certainement d'une paire de galaxies en interaction gravitationnelle. De plus, selon Abraham Mahtessian, NGC 5992 et NGC 5993 forment une paire de galaxies.

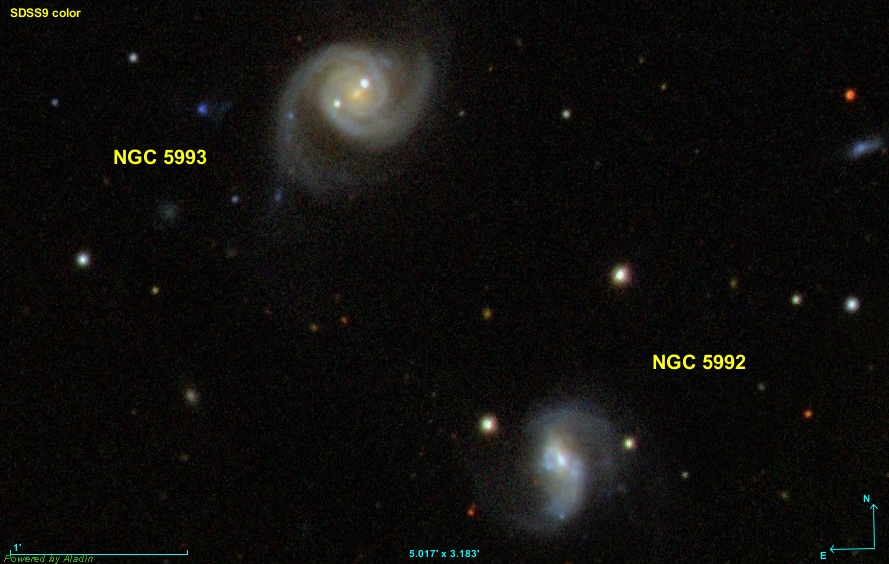
Le couple de galaxie NGC 5992 et NGC 5993.